# Семёнов, Владимир Анатольевич
Влади́мир Анато́льевич Семёнов (род. 23 сентября 1972, Звенигород, Московская область) — российский климатолог, специалист в области диагностики и моделирования климатических изменений, директор Института физики атмосферы им. А. М. Обухова РАН с 2023 года, заведующий лабораторией климатологии Института географии РАН. Профессор РАН (2015), академик РАН (2022).

## Вехи биографии
Родился 23 сентября 1972 года.
В 1995 г. закончил Московский физико-технический институт, Факультет проблем физики и энергетики, Кафедра физико-математических проблем волновых процессов.
Доктор физико-математических наук (2010, тема диссертации: «Долгопериодные климатические колебания в Арктике и их связь с глобальными изменениями климата»).
С 1996 года работает в Институте физики атмосферы имени А. М. Обухова РАН, с 2015 года по совместительству — в Институте географии РАН, где заведует лабораторией климатологии Института географии.
В декабре 2015 года присвоено почётное учёное звание профессора РАН.
28 октября 2016 г. избран членом-корреспондентом РАН по Отделению наук о Земле.
2 июня 2022 года избран академиком РАН по Отделению наук о Земле.
С октября 2023 г. исполняет обязанности директора ИФА РАН.
С июля 2024 г. директор ИФА РАН.

## Научная деятельность
В. А. Семёнов — специалист в области диагностики и моделирования климатических изменений, в том числе исследования механизмов формирования экстремальных погодно-климатических явлений.
Основные научные результаты:
- предложен механизм, объясняющий формирование аномально холодных погодных режимов зимой над территорией Евразии (отмечавшихся в начале XXI века) как результат нелинейного отклика атмосферной циркуляции на сокращение площади арктических морских льдов;
- установлена причина формирования экстремальных осадков в Крымске в июле 2012 г.: произошла инициация режима глубокой конвекции при потеплении Чёрного моря;
- впервые получены количественные оценки вклада естественной долгопериодной изменчивости океанической меридиональной циркуляции в Северной Атлантике в глобальные изменения климата в последние десятилетия XX века;
- установлена связь Атлантического долгопериодного колебания (АДК; мультидекадная осцилляция) с изменениями ледяного покрова и температуры в Арктике;
- выявлено наличие порога нестабильности в арктической климатической системе — показана возможность полного прекращения поступления тёплых океанических вод в Баренцево море, что приводит к резким климатическим изменениям в Арктике, объяснён физический механизм этого феномена;
- разработана реконструкция сеточных данных по концентрации морских льдов в Арктике в первой половине XX века.

## Публикации
В. А. Семёнов — автор более 200 научных работ. Суммарно они процитированы свыше 7000 раз, индекс Хирша составляет 35 (см. данные РИНЦ). Некоторые из публикаций, представленных в базе РИНЦ:
- Semenov, V., L. Bengtsson // Secular trends in daily precipitation characteristics: greenhouse gas simulation with a coupled AOGCM // Climate Dynamics, 2002, v. 19, p. 123—140.
- Bengtsson L., Semenov V.A., Johannessen O.M. // The early twentieth-century warming in the Arctic — a possible mechamism // Journal of Climate, 2004, v. 17, № 20. pp. 4045—4057.
- Johannessen O.M., Bengtsson L., Pettersson L.H., Semenov V.A., Hasselmann K., Miles M.W., Kuzmina S.I., Bobylev L.P., Alekseev G.V., Nagurnyi A.P., Zakharov V.F., Cattle H.P. // Arctic climate change: observed and modeled temperature and sea-ice variability // Tellus, Series A: Dynamic Meteorology and Oceanography, 2004, v. 56, № 4, pp. 328—341
- Семенов, В.А. Влияние океанического притока в Баренцево море на изменчивость климата в Арктике // Доклады Академии наук, 2008, т. 418, № 1, с. 106—109.
- Semenov, V.A., Latif, M., Jungclaus J.H., Park, W. // Is the observed NAO variability during the instrumental record unusual? // Geoph. Res. Lett., 2008, 35, L11701, doi:10.1029/2008GL033273.
- Petoukhov V., Semenov V.A. // A link between reduced Barents-Kara sea ice and cold winter extremes over northern continents // Journal of Geophysical Research, 2010, v. 115. № 21, p. D21111.
- Semenov, V.A., Park, W., Latif, M. // Barents Sea inflow shutdown: A new mechanism for rapid climate changes // Geoph. Res. Lett., 2009, v. 36,p. L14709, doi: 10.1029/ 2009GL038911.
- Semenov, V.A., Latif, M., Dommenget, D., Keenlyside, N.S., Strehz, A., Martin, T., Park, W. The Impact of North Atlantic-Arctic Multidecadal Variability on Northern Hemisphere Surface Air Temperature // J. Climate, 2010, v. 23, p. 5668-5677, doi: 10.1175/2010JCLI3347.1.
- Semenov V.A., Latif M. // Nonlinear winter atmospheric circulation response to Arctic sea ice concentration anomalies for different periods during 1966—2012 // Environ. Res. Lett., 2015, v. 10, p. 054020, doi:10.1088/1748-9326/10/5/054020.
- Meredith, E.P., Semenov, V.A., Maraun, D., Park, W., Chernokulsky A.V. // Crucial role of Black Sea warming in amplifying the 2012 Krymsk precipitation extreme // Nature Geosceince, 2015, v. 8, p. 615—620, doi: 10.1038/NGEO2483.
- Bokuchava D.D., Semenov V.A. // Mechanisms of the Early 20th Century Warming in the Arctic // Earth Science Reviews, 2021, v. 222, 103820, doi: 10.1016/j.earscirev.2021.103820.
- Semenov V.A., Aldonina T.A., Li F., Keenlyside N.S., Wang L. // Arctic sea ice variations in the first half of the 20th century: a new reconstruction based on hydrometeorological data // Advances of Atmospheric Sciences, 2024, v. 41(8), 1483–1495, doi: 10.1007/s00376-024-3320-x.

Выступал в программах «Радио Маяк» и «Вести FM» по вопросам изменения климата.